# 微调 (深度学习)
微调（又称大模型微调）是深度学习中迁移学习的一种方法，其中预训练模型的权重会在新数据上进行训练。微调可以在整个神经网络上执行，也可以仅在其部分层上执行，此时未进行微调的层会被“冻结”（在反向传播步骤中不更新）。模型还可以通过“适配器”进行增强，适配器的参数远少于原始模型，通过调整适配器的权重并保持模型的其余权重不变的方式，以参数有效的方式进行微调。
对于一些体系结构，比如卷积神经网络，通常会将较早的层（靠近输入层的层）冻结，因为它们捕捉到较低层次的特征，而较后的层通常能够识别更高层次的特征，这些特征可能更相关于模型训练的任务。
对于在大型和通用语料库上进行预训练的模型，通常通过重用模型的参数作为起点，并添加一个从头开始训练的任务特定层进行微调。  对整个模型进行微调也很常见，通常会产生更好的结果，但计算成本更高。
微调通常通过监督学习完成，但也有使用弱监督进行模型微调的技术。 微调可以与基于人类反馈的强化学习目标相结合，以生成像ChatGPT（GPT-3的微调版本）和Sparrow等语言模型。

## 变种

### 低秩适应
低秩适应(英語：Low-rank adaptation, LoRA)是一种基于适配器的有效微调模型的技术。其基本思想是设计一个低秩矩阵，然后将其添加到原始矩阵中。 在这个背景下，“适配器”是一组低秩矩阵，当添加到基础模型时，产生一个微调模型。它允许在更少的空间需求下接近全模型微调的性能。拥有数十亿参数的语言模型可能只需数百万参数进行LoRA微调。
LoRA-based微调在Stable Diffusion社区中变得流行。 对LoRA的支持正在集成到Hugging Face的Diffusers库中。 对LoRA和类似技术的支持也通过Hugging Face的Parameter-Efficient Fine-Tuning（PEFT）软件包提供给广泛的其他模型。

## 应用领域

### 自然语言处理
微调在自然语言处理（NLP）中很常见，特别是在语言建模领域。像OpenAI的GPT基础模型系列这样的大型语言模型可以在特定下游NLP任务的数据上进行微调（使用预训练模型的任务），以提高性能，超过未修改的预训练模型。

## 商业模型
商业化的语言模型， 有时提供商提供了微调API，可以进行微调。 截至2023年6月19日，OpenAI和Microsoft Azure的“Azure OpenAI Service”为其部分模型提供了语言模型微调API，Google Cloud Platform为其部分PaLM模型提供了API，其他提供商也有类似服务。但是，并非所有商业模型目前都支持微调。